# 란슬롯

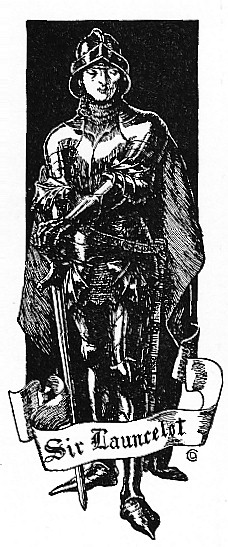
랜슬롯

랑슬로 뒤 라크(프랑스어: Lancelot du lac), 흔히 영어식 발음으로 랜슬롯은 원탁의 기사들 중 한 명이다. 원탁의 기사들 중 가장 강하였으며, 기사도 정신을 가졌고, 용모마저 출중한 완벽한 기사였다. 절대 이가 빠지지 않는 명검인 아론다이트로 화룡을 베고, 버드나무가지로 적을 쓰러뜨리는 등의 여러 가지 무용담이 있으며, 어부왕의 딸이 그의 아들 갤러해드를 낳았다. 왕의 부인 귀네비어를 사랑했으며, 그 부정함 때문에 성배와 성창을 찾고도 그것을 소유하지 못한다. 귀네비어가 처형되어 죽을 위기에 처하자, 랜슬롯은 그의 검 아론다이트로 가웨인의 두 동생을 베고 기네비어와 도주한다. 원탁의 기사단이 아서 왕과 랜슬롯파로 갈렸을 때, 카멜롯에서 모드레드가 반란을 일으키자, 가웨인의 요청으로 아서 왕을 돕게 된다. 그 이후 은자가 되어 헥토르와 함께 은둔하다 죽음을 맞이한다.

## 요약
랜슬롯 듀 락(Lancelot du lac : 이하 랜슬롯)은 베노익(Bénoïc) 왕국의 반(Ban) 왕과 헬렌(Élaine) 여왕의 아들이다. 오순절 즈음, 라 로와흐(La Loire)-아르모리크(Armorique)지역 트레브(Trèbe)에서 출생하였으며, 그 곳에서 호수의 부인(비비안 요정, la fée Viviane, la Dame du Lac)로부터 납치되어 18년 동안 호수에서 자라게 된다.
랜슬롯은 소설 속 허구의 인물이다. 크레티앵 드 트루아(Chrétien de Troyes)는 1180년 《랜슬롯：수레 탄 기사 Lancelot ou le chevalier de la charrette》에서 원탁의 기사들 중 -더 정확히는 귀네비어(Guenièvre)여왕의 곁에- 그를 등장시켰다. 이후, 성배를 찾는 여정에서 핵심인물이 된다. 랜슬롯은 영웅적인 기사로써 많은 영화 및 문학에서 등장한다. 또한 랜슬롯은 별명인데, 그의 세례 이름은 갤러해드(Galaad)이다. 그의 아들도 같은 이름으로 불렸다. 그는 항상 빨간색 띠를 두른 흰색 방패를 가지고 다녔다. 그는 자주 성질이 변하곤 했는데, 때로는 교활하기도, 때로는 순진하기도 하였다.

## 문학
랜슬롯의 이야기를 전하는 첫 작품으로 크레티앵 드 트루아(Chrétien de Troyes)의 문학이 제일 유명하지만, 이 이전에도 랜슬롯은 이미 잘 알려져 있는 인물이었다. 크레티앵은 《에레크와 에니드 Erec et Enide》(1170)에서 원탁의 기사들 중 최고의 용사로 랜슬롯을 이미 지명하고 있으며, 율리히 폰 자치크호벤(Ulrich von Zatzikhoven)의 《란젤렛Lanzelet》은 심지어 크레티앵이 《란슬롯：수레 탄 기사》를 집필하기 이전인, 1177년에서 1181년 사이에 다니엘 아흐노로 추정되는 작가의 소위 프랑스 ‘지방’ 서적을 독어로 번역한 사본이다.
아키텐의 엘레오노르(또는 엘레오노르 다끼텐, Aliénor d'Aquitaine)의 딸, 마리 드 샹파뉴(Marie de Champagne)의 요청으로 인하여 크레티앵이 랜슬롯과 여왕의 연정에 주로 관심을 가졌다면, 여러 무명 작가에 의해 편집된 13세기에 로마어(로망스어) 산문 랜슬롯은 가족은 물론 왕국, 후손, 여러 에피소드 등으로 내용이 상당히 풍부해졌다.

## 전설
랜슬롯은 그의 명예까지도 희생할 준비가 된, 그의 귀부인을 위한 한결같은 궁정 기사도의 원형이다. 그럼에도 불구하고, 그의 사랑은 잃어질 것을 기반으로 하며, 성배를 찾을 기회를 놓치게 한다. 그의 아들, 갈라하드 르 퓌흐(Galaad le Pur, 주 : Pur는 영어로 Pure다)가 성배를 찾는 특권을 얻는다.
이야기의 다양성에도 불구하고, 랜슬롯은 일반적으로 베노익(Bénoïc) 왕국의 반(Ban) 왕과 일레인(Élaine) 여왕의 아들로 여겨진다. 그리하여 그는 아흐모리끄(Armorique) 왕국의 상속자이며, 특히 그리스도의 혈액을 담았던 성배를 소유하여 이것을 브리튼 대륙까지 가져온 아리마태아 요셉까지 올라가는 명망 높은 혈통의 후손이다. 그의 세례명은 갤러해드(Galaad)였으며, 이는 그의 아들의 이름이 된다.
전설에 의하면 브로셀리앙드 숲(forêt de Brocéliande)에서 멀지 않은 곳에 위치한 그의 아버지의 성은, 난공불략으로 유명했다. 그러나 아서 왕 편에 서서 군사 작전을 하던 중, 사막의 대지의 왕 클로다스로 인하여 성이 불타오르자 반(Ban) 왕은 피신 하다 사망하게 되고, 그의 임신한 부인은 혼자 남게된다. 몇 달 후 랜슬롯이 출생하고 그의 어머니 눈 앞에서 랜슬롯은 호수의 심연으로부터 온 호수의 여인인 비비안으로부터 납치된다.
이 호수는 비비안의 거처였고, 요정향 아발론으로 향하는 가교였다. 비비안은 랜슬롯을 아들처럼 교육시켰다. 이 때부터 랜슬롯 듀 락((Lancelot du lac, 주 : 호수의 랜슬롯)이라는 그의 별명이 붙게 되었다. 요정으로부터 '왕의 아들' 또는 '아름다운 발견'으로 불린 그는 그의 모든 뿌리를 잊게 되었다. 그의 젊은 시절 동안 그녀는 그를 완벽한 기사로 교육시켰고, 사냥, 음악, 결투, 궁정 예절, 귀족의 고결한 정신 등을 가르쳤으며, 절대로 이가 빠지지 않는다는 명검인 아론다이트를 랜슬롯에게 선물하였다. 그는 아서 왕과 귀네비어를 향한 충성심으로 매우 망명이 높았으나, 불타오르는 사랑으로 인하여 귀네비어를 범하는 실수를 하였고, 이는 차후 아서 왕으로부터 용서 받았다. 그러나 그들의 부적절한 관계가 브리튼과 카멜롯의 붕괴를 초래한 원인 중 하나가 되었다.
1230년 경, 랜슬롯의 작가들은 그 유명한 호수를 오늘날 보포흐 앙 발레(Beaufort-en-Vallée)의 앙주(Anjou)에 위치한 생 삐에르 뒤 락(Saint-Pierre-du-Lac)으로 지명하기도 하였다. 이것이 가장 오래된 호수의 추정 위치이다.
또한 다른 위치로는 방보(Banvou ou Banoicum vicum)지역 근처 르 맨(le Maine)에 위치한 옛 르 망(le Mans) 가톨릭 교구 가장 북쪽의 교회로 추정된다. 방보는 브로셀리앙드라고 불리는 바항똥(Barenton)지역에서 찾아볼 수 있는데 이 지역은 이반(Yvain)의 모험의 기원인 샘물로도 유명하다. 이 곳은 쁘띠뜨 브르따뉴(Petite Bretagne)에 속하는 지역이며, 랜슬롯이 태어난 지역이었고, 또한, 그의 지방 장관의 반역으로 사막의 왕 클로다스가 그의 왕국을 공격하였을 때 이 곳으로부터 호수(현재, La Ferrière aux Etangs)주변으로 피신하였다. 선한 반(Ban)왕은 앙댄느(Andaines) 지방의 비비안의 호수 근처에서 사망하였고, 그 동안 비비안은 랜슬롯을 호수의 왕국으로 데려왔다.

## 참고 문헌
- Bertin Georges, La quête du saint Graal et l'Imaginaire, Corlet, 1995, 그리고 같은 저자의 le Guide des chevaliers de la Table Ronde en Normandie, Corlet 1999)[쪽 번호 필요]